# Bruce McGill

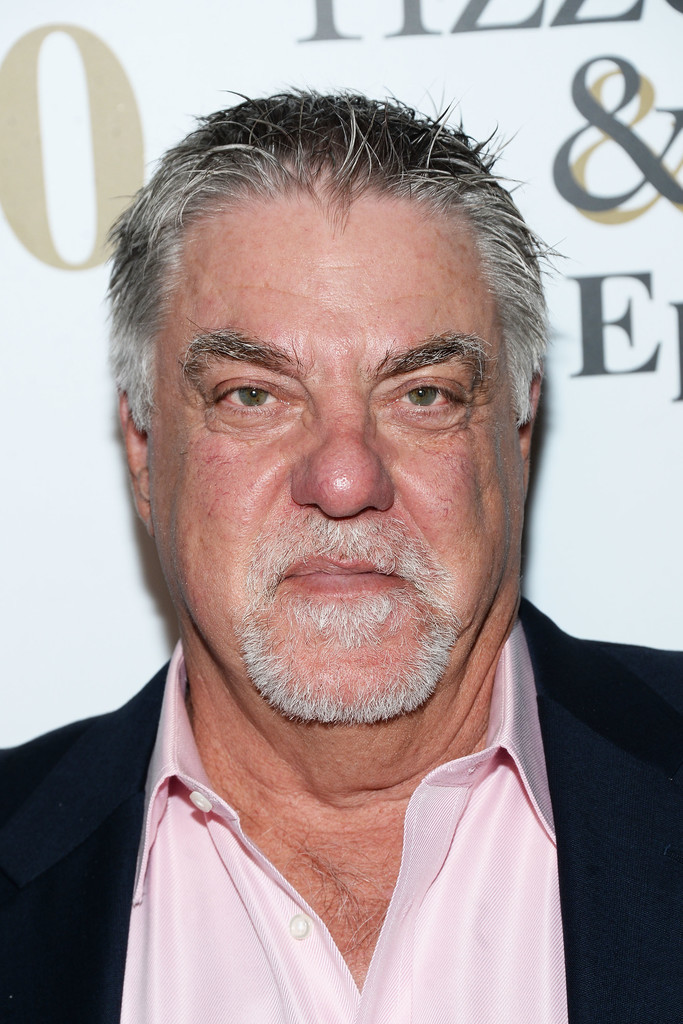
Bruce McGill (2017)

Bruce Travis McGill (* 11. Juli 1950 in San Antonio, Texas) ist ein US-amerikanischer Schauspieler.

## Leben und Karriere
Bruce McGill ist in den Vereinigten Staaten vor allem durch die Rolle des D-Day in der Komödie Ich glaub’, mich tritt ein Pferd von 1978 bekannt geworden. Diese Figur spielte er auch nochmals ein Jahr später in der auf dem Kinofilm basierenden Serie Delta House. In Deutschland erreichte er eine gewisse Bekanntheit durch die Fernsehserie MacGyver, in der er in einer wiederkehrenden Nebenrolle MacGyvers Freund Jack Dalton verkörperte.
Im Kino übernahm McGill eine seiner wenigen Hauptrollen in Deep Core – Die Erde brennt, ansonsten deckte er vor allem ein breites Spektrum an Nebenfiguren ab. In Timecop, Der Anschlag und Collateral spielte McGill größere Nebenrollen. Er wurde für mehrere Filme von Michael Mann verpflichtet.
Seine Fernsehgastauftritte reichen von Zurück in die Vergangenheit, Walker, Texas Ranger, CSI: Den Tätern auf der Spur, Star Trek: Raumschiff Voyager als Captain Braxton in der Episode Zeitschiff Relativity, bis Babylon 5 als Major Ed Ryan in der Episode Die Strafaktion der dritten Staffel. Häufig spielt er den besten Freund der Hauptfigur. Von 2010 bis 2016 spielte er eine der Hauptrollen als Vince Korsak in der Krimiserie Rizzoli & Isles.
Sein Schaffen umfasst bisher mehr als 140 Film- und Fernsehproduktionen. McGill ist seit 1994 mit Gloria Lee verheiratet.

## Filmografie (Auswahl)

McGill (2. von links) mit dem Cast von Rizzoli & Isles (2011)

- 1978: Ich glaub’, mich tritt ein Pferd (Animal House)
- 1980: Walmord (A Whale for the Killing)
- 1981: Die Hand (The Hand)
- 1982: Die Ballade von Gregorio Cortez (The Ballad of Gregorio Cortez)
- 1983: Silkwood (Silkwood)
- 1985: Miami Vice (Fernsehserie, Folge 2x03)
- 1985: Kopfüber in die Nacht (Into the Night)
- 1986: American Wildcats
- 1986: Gnadenlos (No Mercy)
- 1986–1992: MacGyver (Fernsehserie, 19 Folgen)
- 1987: Im Angesicht des Richters (The Last Innocent Man)
- 1987: Der Mann, der auf die Erde fiel (The Man Who Fell to Earth, Fernsehfilm)
- 1987: Das Geheimnis meines Erfolges (The Secret of My Succe$s)
- 1987: Warten auf den Mond (Waiting for the Moon)
- 1988: Tau mich auf, Liebling (Out Cold)
- 1988: Das Bankentrio (Three Fugitives)
- 1989: Der Zeitsprung (Quantum Leap), Pilotfilm von Zurück in die Vergangenheit
- 1991: Last Boy Scout – Das Ziel ist Überleben (The Last Boy Scout)
- 1991: Mein Vetter Winnie (My Cousin Vinny)
- 1991: Geschichten aus der Gruft (Tales from the Crypt, Fernsehserie, Folge 3x03)
- 1992: Katastrophenflug 232 (Crashlanding: The Rescue of Flight 232)
- 1993: Perfect World (A Perfect World)
- 1993: Zurück in die Vergangenheit (Quantum Leap, Fernsehserie, 2 Folgen)
- 1993: Timecop
- 1993: Cliffhanger – Nur die Starken überleben (Cliffhanger)
- 1995: Hör mal, wer da hämmert (Home Improvement, Fernsehserie, Folge Aus neu macht alt)
- 1996: Black Sheep
- 1996: Babylon 5 (Fernsehserie, Folge 3x10)
- 1997: Heimliche Freunde (Lawn Dogs)
- 1997: Rosewood Burning (Rosewood)
- 1998: Ground Control
- 1998: Detektiv auf Samtpfoten (Murder She Purred: A Mrs. Murphy Mystery)
- 1999: Insider (The Insider)
- 1999: Star Trek: Raumschiff Voyager (Star Trek: Voyager, Fernsehserie, Folge 5x24)
- 2000: Deep Core – Die Erde brennt (Deep Core)
- 2000: Die Legende von Bagger Vance (The Legend of Bagger Vance)
- 2001: Exit Wounds – Die Copjäger (Exit Wounds)
- 2001: Die Ballade von Lucy Whipple (The Ballad of Lucy Whipple)
- 2001: 61*
- 2001: Ali
- 2001: Schwer verliebt
- 2002: Der Anschlag (The Sum of All Fears)
- 2002: CSI: Den Tätern auf der Spur (CSI: Crime Scene Investigation, Fernsehserie, Folge 2x17)
- 2002: Practice – Die Anwälte (The Practice, Fernsehserie, Folge 6x13)
- 2003: Natürlich blond 2 (Legally Blonde 2: Red, White & Blonde)
- 2003: Tricks (Matchstick Men)
- 2003: Das Urteil – Jeder ist käuflich (Runaway Jury)
- 2004: Collateral
- 2005: Elizabethtown
- 2005: Das Comeback (Cinderella Man)
- 2005: Slow Burn – Verführerische Falle (Slow Burn)
- 2007: Die Regeln der Gewalt (The Lookout)
- 2008: 8 Blickwinkel (Vantage Point)
- 2008: Recount
- 2008: W. – Ein missverstandenes Leben (W.)
- 2009: Obsessed
- 2009: Psych (Fernsehserie, Folge 3x12)
- 2009: Medium – Nichts bleibt verborgen (Medium, Fernsehserie, Folge 6x03)
- 2009: Law & Order: Special Victims Unit (Fernsehserie, Folge 11x10)
- 2009: Gesetz der Rache (Law Abiding Citizen)
- 2010–2016: Rizzoli & Isles (Fernsehserie, 105 Folgen)
- 2010: My Superhero Family
- 2012: Lincoln
- 2012: Me Again
- 2012: Gottes General – Schlacht um die Freiheit (For Greater Glory: The True Story of Cristiada)
- 2013: Mr. Sophistication
- 2014: Ride Along
- 2015: Run All Night
- 2016: Ride Along: Next Level Miami (Ride Along 2)
- 2017: Navy CIS (Fernsehserie, Folge 14x19)
- 2017: MacGyver (Fernsehserie, Folge 2x11)
- 2018: Suits (Fernsehserie, 3 Folgen)
- 2018: Shades of Blue (Fernsehserie, 9 Folgen)
- 2019: The Best of Enemies
- 2019: The I-Land
- 2020: The Big Ugly
- 2021: Blue Miracle
- 2021: The Crew (Fernsehserie, 4 Folgen)
- 2021: American Underdog
- 2022: Reacher (Fernsehserie, 7 Folgen)
- 2023: Love & Death (Miniserie, 3 Folgen)
- 2023–2024: Special Ops: Lioness (Fernsehserie, 5 Folgen)